# Penie, Tver
Penie (în rusă Пенье) este un sat din comuna rurală Dmitrova Gora, raionul Konakovo, regiunea Tver, Rusia.

## Personalități născute aici
- Iakov Șvedov (1905 - 1984), scriitor.